# Islote Mar
Die Islote Mar (spanisch) ist eine kleine Insel vor der Danco-Küste des Grahamlands auf der Antarktischen Halbinsel. Sie liegt 1,5 km nordwestlich des Cierva Point vor der Einfahrt zur Cierva Cove in der Hughes Bay.
Der Name der Insel ist erstmals auf einer chilenischen Karte aus dem Jahr 1947 verzeichnet. Der weitere Benennungshintergrund ist nicht überliefert.